# Thryophilus
Thryophilus is een geslacht van zangvogels uit de familie winterkoningen (Troglodytidae).

## Soorten
Het geslacht kent de volgende soorten:
- Thryophilus nicefori – Niceforo's winterkoning
- Thryophilus pleurostictus – Acaciawinterkoning
- Thryophilus rufalbus – Rood-witte winterkoning
- Thryophilus sernai – Antioquiawinterkoning
- Thryophilus sinaloa – Sinaloawinterkoning